# Age of Empires III: The Age of Discovery
Age of Empires III: The Age of Discovery, o.k.s. "Glenn Drover's Empires: The Age of Discovery", är ett brädspel från 2007 baserat på dataspelet Age of Empires III. 
Spelet påminner något om Caylus i sin mekanism och handlar om kolonisationen av den amerikanska kontinenten på 1500-talet. Spelarna representerar varsin kolonialmakt (England, Frankrike, Spanien, Portugal och Holland) som i åtta omgångar tävlar om att vara den mest framgångsrika. Förutom vanliga arbetare finns i spelet också fyra specialfigurer - missionär, soldat, köpman och kapten - som alla har sina speciella bonusförmågor. Poäng ges bl.a. genom att vara den dominerande kolonialmakten i de olika amerikanska regionerna.
2011 släpptes en expansion till spelet med namn "Glen Drover's Empires: Builder expansion".